# Gembloux Agro-Bio Tech
Gembloux Agro-Bio Tech (GxABT) is een Belgische onderzoeksinstelling die zich richt op landbouwkunde en bio-ingenieurswetenschappen. Ze was tot 2009 onder de naam Faculté universitaire des Sciences agronomiques de Gembloux (FUSAGx) een zelfstandige instelling. Sindsdien maakt ze deel uit van de Universiteit van Luik. De instelling werd opgericht in 1860 in de Waalse stad Gembloers in de provincie Namen onder de naam Institut agricole de l'Etat en is de oudste Belgische onderwijs- en onderzoeksinstelling die zich uitsluitend richt op landbouwkunde en bio-ingenieurswetenschappen.
Haar onderzoek en onderwijs zijn gecentreerd in de vier disciplines:
- Agronomische wetenschappen
- Milieuwetenschap en -technologie
- Bos- en natuurbeheer
- Chemie en bio-industrie

De instelling is gevestigd in de gebouwen van de Benedictijnerabdij van Gembloers. Deze werd rond 940 opgericht en na verschillende woelige periodes doorgemaakt te hebben, heropgebouwd in de achttiende eeuw.
Ze situeert zich in het Waalse Gembloers, gelegen in het Franstalige gedeelte van België, tussen Namen en Brussel. Verschillende andere instellingen gericht op onderwijs en onderzoek in dezelfde sector hebben zich rond de faculteit gevestigd en hebben zich verenigd in de vzw Agrobiopôle, die tot doel heeft het onderzoek in de landbouwkunde en de biotechnologie te bevorderen en te promoten, alsook toepassingen in bedrijven te ontwikkelen.
Na een studie van minstens vijf jaar, meestal in het Frans, levert de instelling een diploma in een van de tien oriëntaties:
- Algemene agronomie
- Tropische landbouw
- Economie en ontwikkeling
- Plantenbescherming
- Tuinbouw
- Veeteelt
- Natuur-, water- en bosbeheer
- Milieubeheer en ruimtelijke ordening
- Landbouw- en milieutechniek
- Chemie en bio-industrie (voedingstechnologie - watertechnologie - chemie en biotechnologie)

Tot slot biedt ze ook de mogelijkheid om studies gedeeltelijk in het buiten op te nemen in het kader van Europese en trans-Atlantische uitwisselingsprogramma's.

## Alumni
- René Préval, president van Haïti (1996-2001, 2006-2011)
- Sabine Laruelle, Belgisch politica
- Haroun Tazieff, Frans vulkanoloog en geoloog
- Anne-Catherine Dalcq, Belgisch politica
- Cécile Neven, Belgisch politica